# Tempo retardado
No eletromagnetismo, as ondas eletromagnéticas no vácuo viajam na velocidade da luz c, de acordo com as equações de Maxwell. O tempo retardado é o tempo em que o campo começou a se propagar a partir do ponto em que foi emitido para um observador. O termo "retardado" é usado neste contexto (e na literatura) no sentido de atrasos de propagação.

## Tempos retardados e avançados

Os vetores de posição r e r′ usados no cálculo.

O cálculo do tempo retardado tr ou t' nada mais é do que um simples cálculo "velocidade-distância-tempo" para campos eletromagnéticos.
Se o campo eletromagnético é irradiado no vetor de posição [en] r′ (dentro da distribuição de carga da fonte) e um observador na posição r mede o campo eletromagnético no tempo t, o atraso de tempo para o campo viajar da distribuição de carga para o observador é |r − r′|/c, então subtrair este atraso do tempo t do observador dá o tempo quando o campo realmente começou a se propagar - o tempo retardado, t′.
O tempo retardado é:
{\displaystyle t'=t-{\frac {|\mathbf {r} -(\mathbf {r} ')|}{c}}}
que pode ser rearranjado para
{\displaystyle c={\frac {|\mathbf {r} -\mathbf {r} '|}{t-t'}}}
mostrando como as posições e tempos correspondem à fonte e ao observador.
Outro conceito relacionado é o tempo avançado ta, que assume a mesma forma matemática acima, mas com um “+” em vez de um “−”:
{\displaystyle t_{a}=t+{\frac {|\mathbf {r} -\mathbf {r} '|}{c}}}
e é assim chamado porque este é o tempo em que o campo avançará a partir do tempo presente t. Correspondentes aos tempos retardados e avançados estão os potenciais retardados [en] e avançados.

## Posição retardada
A posição retardada pode ser obtida a partir da posição atual de uma partícula subtraindo a distância que ela percorreu no lapso do tempo retardado para o tempo atual. Para uma partícula inercial, esta posição pode ser obtida resolvendo esta equação:
{\displaystyle \mathbf {r} -\mathbf {r'} =\mathbf {r} -\mathbf {r_{c}} +{\frac {|\mathbf {r} -\mathbf {r'} |}{c}}\mathbf {v} },
onde rc é a posição atual da distribuição de carga da fonte e v sua velocidade.

## Aplicação
Talvez surpreendentemente - os campos eletromagnéticos e as forças que atuam sobre as cargas dependem de sua história, não de sua separação mútua. O cálculo dos campos eletromagnéticos no presente inclui integrais de densidade de carga ρ(r', tr) e densidade de corrente J(r', tr) usando os tempos retardados e as posições da fonte. A quantidade é proeminente na eletrodinâmica, na teoria da radiação eletromagnética e na teoria do absorvedor de Wheeler – Feynman, uma vez que a história da distribuição de carga afeta os campos em momentos posteriores.